# Anereuthina
Anereuthina là một chi bướm đêm thuộc họ Noctuidae.

## Các loài
- Anereuthina renosa Hübner, 1823